# 丘堡

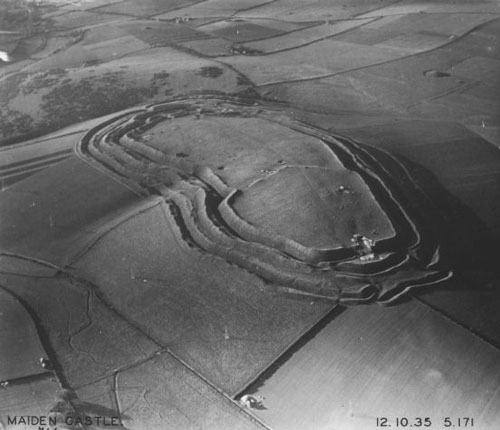
英格兰的梅登城堡是欧洲最大的丘堡之一。 照片由乔治·艾伦（George Allen）少校摄于1935年。

丘堡（英语：Hillfort）是一种用作加固的避难所或防御定居点的土方工程，其较高的海拔增加了防御优势。它们通常诞生于青铜和铁器时代的欧洲。有些人在后罗马时期使用过。防御工事通常沿山丘的轮廓，包括一排或多排土木工事，带有栅栏或防御墙以及外部沟渠。丘堡发展于青铜时代晚期和铁器时代早期，大致于公元前一千年起始之时，并且在罗马征服之前被用于中欧和西欧的许多凯尔特地区。